# Kommiersant
Kommiersant (ros. Коммерса́нтъ; ang. Kommersant) – rosyjski największy i niezależny dziennik, ukazujący się od poniedziałku do soboty. Średni nakład w 2015 roku wynosił 100–120 tys. egzemplarzy. Właścicielem jest biznesmen Aliszer Usmanow. 
Dziennik ukazuje się od roku 1989. Długoletnim redaktorem dziennika był Iwan Safronow. Dziennik pisze na tematy polityczne, gospodarcze i społeczne. Istnieje również angielska i ukraińska wersja językowa gazety.
Siedziba pisma znajduje się w Moskwie. Od 2010 roku nadaje także powiązane z dziennikiem radio Kommiersant FM o profilu newsowym.